# Мечта (Уфа)
Мечта — коттеджный посёлок в Кировском районе Уфы.
Входит в судебный участок № 4 по Кировскому району г. Уфы
Почтовый индекс: 450056
Посёлок возводится возле деревни Королёво

## Улицы
- ул. Воздвиженская,
- ул. Воздухоплавателей,
- ул. Зодчих,
- ул. Кедровая,
- пер. Тенистый,
- ул. Лекарская,
- ул. Красная поляна,
- пер. Забытый,
- пер. Покровский,
- пер. Звездный,
- пер. Грушевый,
- пер. Рябиновый,
- пер. Чудов,
- ул. Преображенская,
- ул. Соборная,
- ул. Согласия,
- Сиреневый бульвар,
- ул. Террасная